# Doria

Familienwappen

Die Doria sind eine Patrizierfamilie der Republik Genua, die zu den bedeutendsten Geschlechtern des italienischen Adels zählt. Ab Anfang des 12. Jahrhunderts erwarb die reiche Kaufmannsfamilie Besitz am Golf von Genua, gründete Burgen und Orte im Norden Sardiniens und übernahm im 13. Jahrhundert Herrschaften im Piemont. In Genua selbst waren sie im 12. und 13. Jahrhundert die führende Familie.
Häufig kommandierten Dorias die Genueser Flotte, so 1284 in der Seeschlacht bei Meloria gegen die Pisaner und in mehreren kriegerischen Auseinandersetzungen mit der Republik Venedig. In den Kämpfen zwischen Kaisern und Päpsten (siehe: Ghibellinen und Guelfen) stellten sie sich auf die kaiserliche, ghibellinische Seite. Sie errichteten und bewohnten zahlreiche Paläste in Genua.
Der Admiral Andrea Doria, inoffizieller Machthaber in Genua, wurde 1531 von Kaiser Karl V. mit dem Fürstentum Melfi in Süditalien belehnt, wo er und seine Nachfahren weitere Herrschaften ankauften; die Fürsten von Melfi erbten 1630 das Tal des Taro im Ligurischen Apennin von der Adelsfamilie Landi und nannten sich fortan Doria-Landi. 1760 erbten sie außerdem den Besitz der Familie Pamphilj in Rom und im Kirchenstaat. So entstand der Name der bekannten römischen Linie Doria-Pamphilj-Landi.
Andere Linien erwarben eine Reihe weiterer Grafschaften, Marquisate, Fürsten- und Herzogtümer. Zweige der Familie bestehen bis heute.

## Ursprünge

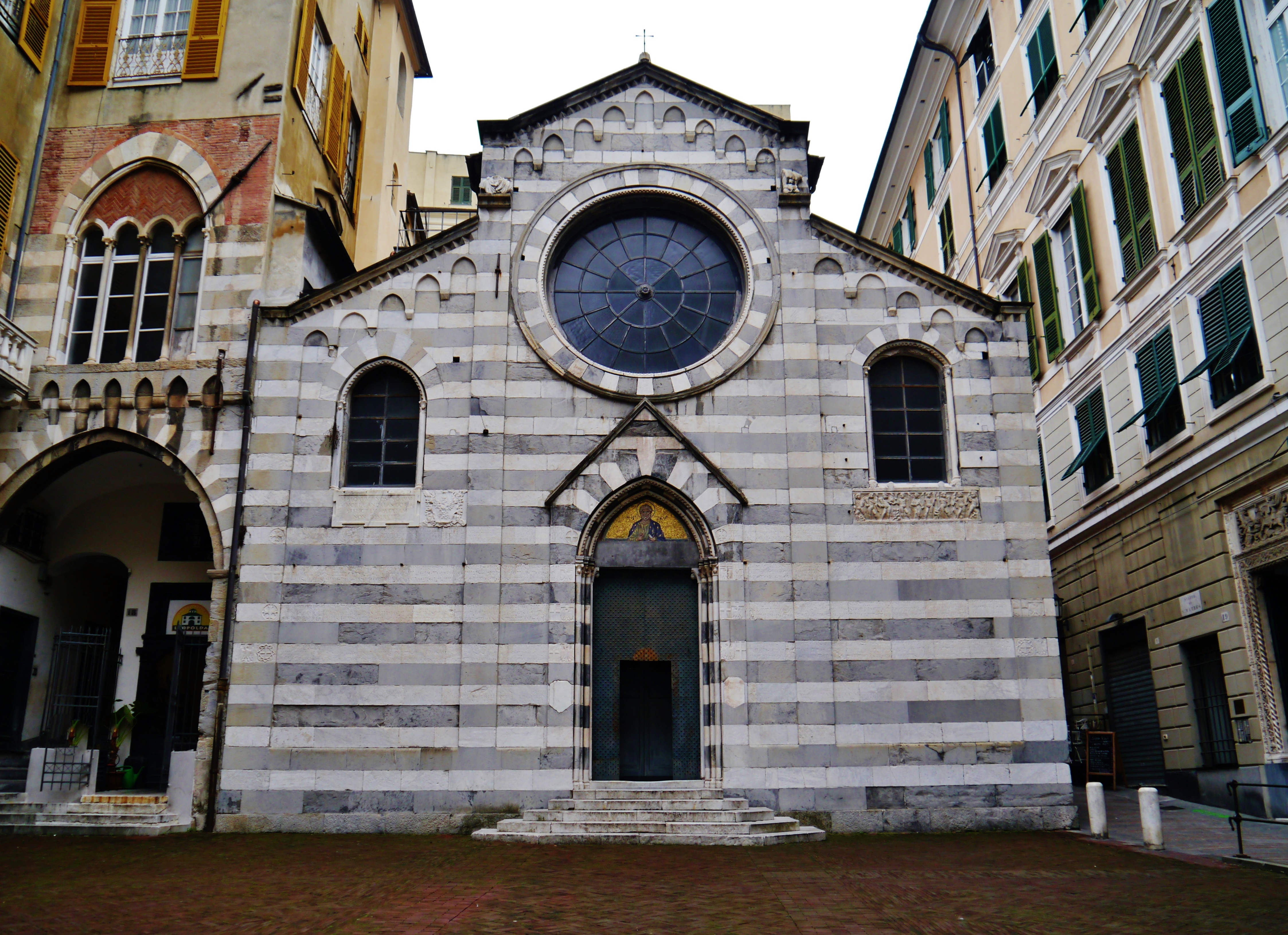
San Matteo, Genua

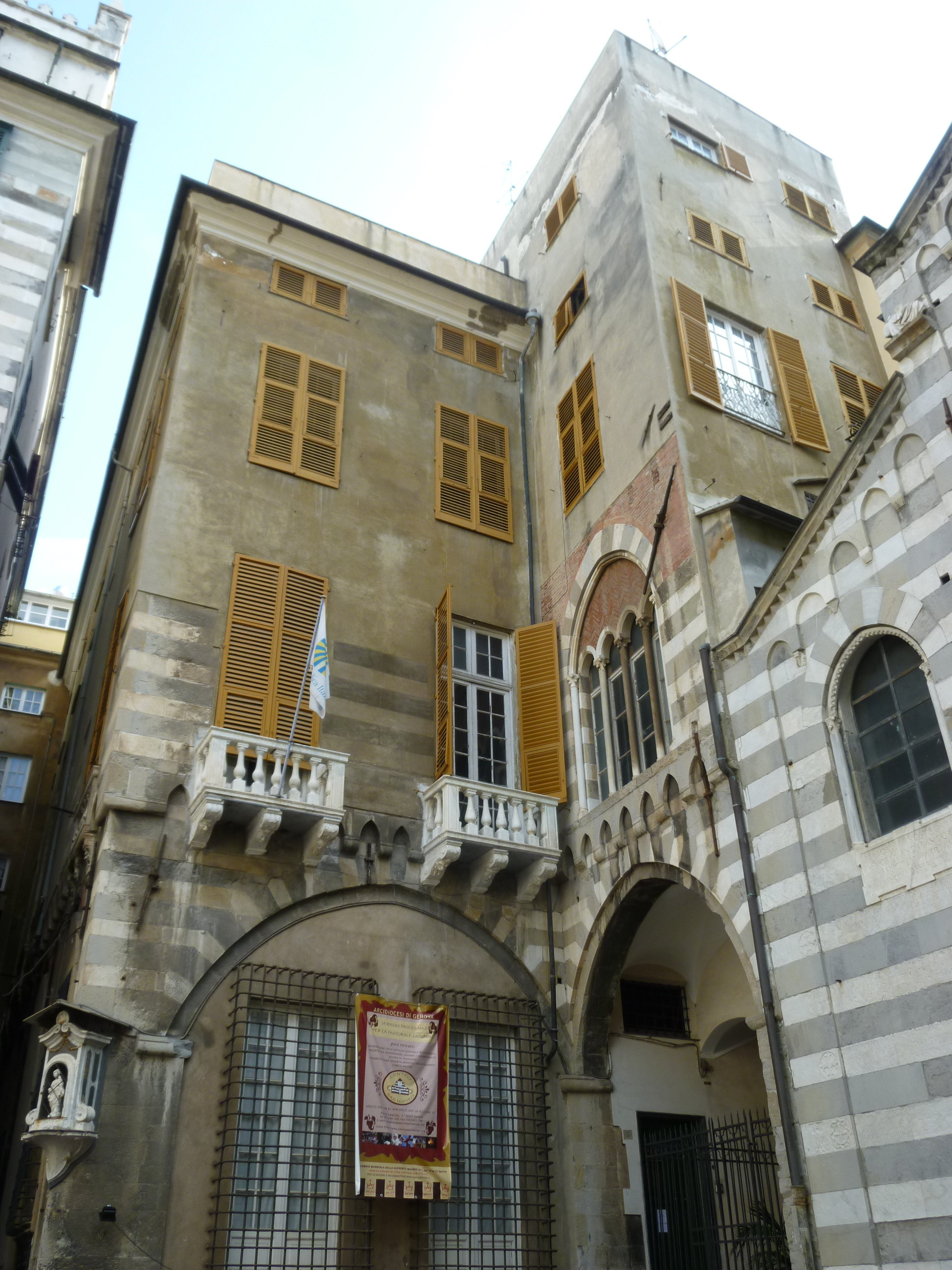
Palazzo di Branca Doria an der Piazza San Matteo

Die Doria besaßen in der Altstadt von Genua eine insula, ein von ihnen beherrschtes Quartier nahe der Kathedrale von Genua, rund um die Piazza San Matteo. Um diesen Platz standen im Mittelalter die Häuser der Familie und noch heute befindet sich dort der gotische Palazzo di Branca Doria von 1276 sowie angrenzend die Hauskirche der Familie, San Matteo. Gestiftet hat sie 1125 Martin Doria, der als Witwer Benediktinermönch wurde und in die Abtei von San Fruttuoso eintrat. Der heutige Bau stammt von 1278.
Laut einem in dieser Kirche aufbewahrten, späteren Dokument sollen die Doria urkundlich im Jahre 941 beginnen. Das erste gesicherte Familienmitglied ist jedoch ein kurz nach 1100 geborener Ansaldo, Sohn eines Zenoaldo (oder Genoaldo) und einer Sofia di Ugo Embriaco, der über Grundbesitz in dem genannten Quartier verfügte. Nach einer anderen Quelle habe ein früherer Ansaldo, der bereits 1044 lebte, eine Auria, Tochter eines Morino, geheiratet und noch 1085 gesiegelt. Eine weitere, häufig zitierte, aber verlorene Urkunde von 1109 bis 1110 erwähnt „Martin und Genoaldo, Söhne der Aurie“. In jedem Fall leitet sich der Name offenbar von d'Auria bzw. d’Oria, das heißt Kinder der Oria, ab. Mittelalterliche Chronisten bezeichneten die Familienmitglieder als illi de Auria.
Wahrscheinlich handelte es sich um eine wohlhabende Kaufmannsfamilie, die in innerstädtischen und ländlichen Grundbesitz investierte. Eine viel spätere Legende, die der Familie eine feudalere Herkunft zuschreiben sollte, ließ einen Arduin von Narbonne aus dem Geschlecht der Arduine, Markgrafen von Turin, auf dem Weg zum Ersten Kreuzzug 1096 in Genua Station machen und sich im Hause des Corrado Della Volta (Vorfahre des späteren Genueser Fürstenhauses Cattaneo) in dessen Tochter Orietta (oder Oria) verlieben, sie heiraten und einen Sohn mit ihr zeugen.

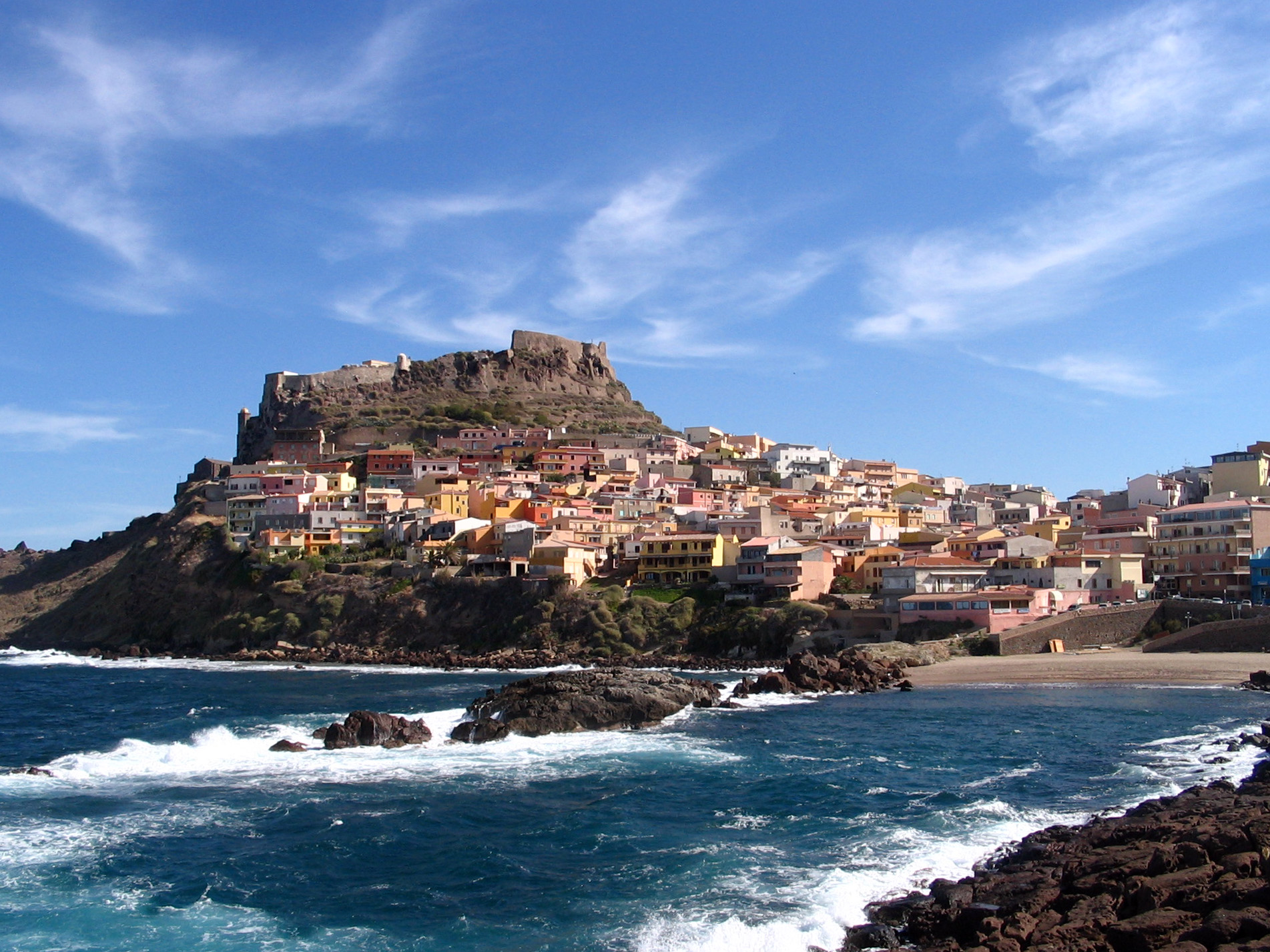
Castelsardo, Sardinien, mit dem Castello dei Doria

Die Doria, ebenso wie die Spinola und die Negrone, repräsentierten einen neuen städtischen Adel, der den kaisertreuen Ghibellinen anhing, während die Fieschi und Grimaldi den alten Feudaladel anführten, der auf der Seite der papsttreuen Guelfen stand, was diese mächtigsten Familien der Republik freilich nicht davon abhielt, meist untereinander zu heiraten. In jedem Falle vermehrten sich die Nachfahren stark und es soll schon im Mittelalter 40 Familienzweige gegeben haben; im 12. und 13. Jahrhundert waren sie die führende Familie der Republik Genua. 1284 sollen an der Seeschlacht bei Meloria 250 männliche Doria teilgenommen haben. Das Geschlecht gehörte zum Patriziat, trieb Handel, stellte Feldherren und Politiker der Republik und spielte eine herausragende Rolle im Albergo dei Nobili, der Vereinigung der führenden Familien. Insbesondere waren die Doria darauf bedacht, ihr Vermögen außerhalb der Stadtrepublik zu investieren, vor allem in Reichslehen an der Riviera di Ponente rund um den Golf von Genua, später auch im südlichen Piemont sowie auf Sardinien. Dort rangen sie gemeinsam mit den Malaspina gegen die Pisaner um die Vorherrschaft. Schon Anfang des 12. Jahrhunderts hatten sie Alghero unter ihrer Kontrolle, das sie mit einer Stadtmauer umgaben, 1102 gründeten sie Castelsardo (damals Castel Genovese), es folgten Giave, Monteleone Rocca Doria (Ruine der Doria-Burg) und das Castello di Casteldoria (Ruine) in Santa Maria Coghinas. 1259 teilten sie sich das Judikat Torres mit den Malaspina und den Spinola.

## Bekannte Familienmitglieder
- Oberto (1230–1295) unternahm 1266 einen erfolgreichen Zug gegen Candia sowie später zwei Seekriege gegen Venedig, vernichtete durch den Sieg bei Meloria am 6. August 1284 die Seemacht Pisas und erhob die genuesische Seemacht zur ersten ihrer Zeit. Er beherrschte mit den Spinola den Staat unumschränkt. 1270 erwarb er die Markgrafschaft Dolceacqua.
- Branca (ca. 1233–1325), Erbauer des Palazzo Branca Doria an der Piazza San Matteo, wird in Dantes Göttlicher Komödie erwähnt (XXXIII. Gesang des Höllenkreises).
- Lamba (1245–1323), Bruder Obertos, schlug am 8. September 1298 in der Seeschlacht bei Curzola die weit überlegene Seemacht der Venezianer unter Andrea Dandolo vollständig, doch mit großen eigenen Verlusten. Zu seinen Gefangenen zählte Marco Polo, der einem Mithäftling seinen Reisebericht „Il Milione“ diktierte. Lambas Nachfahren, die Marchesi Doria Lamba und Doria Colonna existieren bis heute.
- Valentina, Tochter des Bernabo, heiratete 1318 Stefano Visconti. Ihre vier Söhne teilten sich die Herrschaft über Mailand und seine lombardischen Provinzen.
- Filippo, unternahm 1350 einen verheerenden Kriegszug gegen die venezianischen Küsten. Später mit 15 Galeeren ausgesandt, um die aragonischen Plätze in Sardinien zu erobern, fand er diese zu stark, segelte deshalb nach Tripolis, eroberte diese Stadt  und verkaufte sie an einen muslimischen Fürsten für 50,000 Golddublonen. Darauf erfocht er mehrere Siege gegen die Aragonier in Sardinien.
- Luciano, erhielt 1379 den Oberbefehl über die genuesische Flotte im Chioggia-Krieg gegen die Venezianer, eroberte den Hafen von Zara (kroat. Zadar) und brachte dem berühmten Seehelden Vettor Pisani am 7. Mai eine Niederlage bei. Ein zweiter Seesieg bei Pola (kroat. Pula) kostete ihn das Leben.
- Ceva, tat sich in den Unruhen, die gegen das Ende des 14. Jahrhunderts Genua zerrütteten, hervor und trug dazu bei, dass sich Genua der Schutzherrschaft Frankreichs unterwarf. Als 1409 die Franzosen verjagt und die Mailänder als Oberherren anerkannt wurden, erhoben sich die Doria und Fieschi zur Befreiung ihres Vaterlandes, worauf Ceva mit anderen Patriziern an die Spitze der Regierung kam.

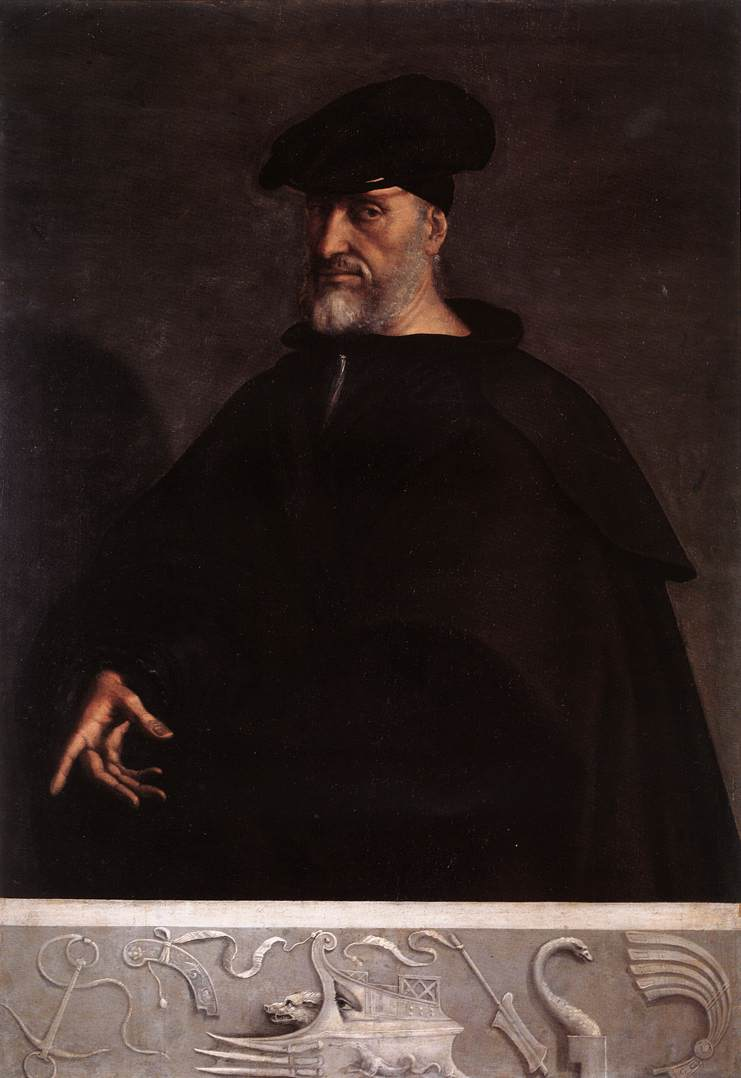
Andrea Doria, Gemälde von Sebastiano del Piombo (ca. 1526), Palazzo Doria-Pamphilj, Rom

- Andrea (1466–1560), Fürst von Melfi. Der vom Condottiere zum genuesischen Admiral aufgestiegene Andrea gilt als das bedeutendste Mitglied seiner Familie. Er kämpfte gegen Osmanen und nordafrikanische Piraten und wechselte im Bestreben Frankreichs und des Heiligen Römischen Reichs um die Vorherrschaft über Genua wiederholt die Seiten, um die Unabhängigkeit seiner Vaterstadt zu sichern. Er stellte die Republik unter kaiserlichem Schutz wieder her, reformierte die Verfassung, überwand die Spannungen zwischen Ghibellinen und Guelfen und schuf die Grundlagen für eine aristokratische Regierungsform. Obwohl nie zum Dogen gewählt, war er der faktische Stadtherr. Ihm zu Ehren erhielt das Castello Doria über Portovenere seinen Namen. 1530 wurde er von Kaiser Karl V. in seiner Eigenschaft als König von Neapel mit großem Grundbesitz in Süditalien (Basilikata und Apulien) belehnt, darunter dem Fürstentum Melfi.
- Gianettino, Neffe von Andrea, wurde von diesem zum Stellvertreter zur See und als Erbe eingesetzt. Durch Übermut und Anmaßung erbitterte er aber die Bürger und den Adel Genuas so sehr, dass Giovanni Luigi Fiesco, Graf von Lavagna, eine Verschwörung gegen die Doria anzettelte, die am 2. Januar 1547 zum Ausbruch kam, und bei welcher Gianettino ermordet wurde.
- Giovanni Andrea Doria, Sohn Gianettinos und nach dessen Tod Adoptivsohn von Andrea, übernahm 1556 den Oberbefehl über die im spanischen Dienste stehende genuesische Flotte und überwand den Seeräuber Dragut, befehligte 1560 das spanische Belagerungsheer vor Tripolis, gewann 1564 eine Seeschlacht bei Korsika, führte 1570 den Befehl über die spanische Flotte, die den Venezianern gegen die Türken zum Entsatz von Zypern zu Hilfe gesandt wurde, verursachte aber durch die absichtliche Verzögerung seiner Ankunft den Verlust der Insel. Auch an der Seeschlacht von Lepanto nahm er wenig ruhmvollen Anteil. Er starb 1606. Von seinem Sohn Andrea stammen zahlreiche Linien der Doria ab, wie die Doria Pamphilj Landi, Fürsten von Melfi, in Rom, die Doria Angri, Fürsten von Angri, in Neapel sowie die Doria Lamba in Genua.

## Besitzungen der Doria
Die Familie Doria besaß Grundherrschaften in verschiedenen Teilen Italiens:
- In Sardinien: ab 1102 Alghero, die Region Anglona mit Castelsardo (Castel Genovese), Monteleone Rocca Doria und Valledoria.

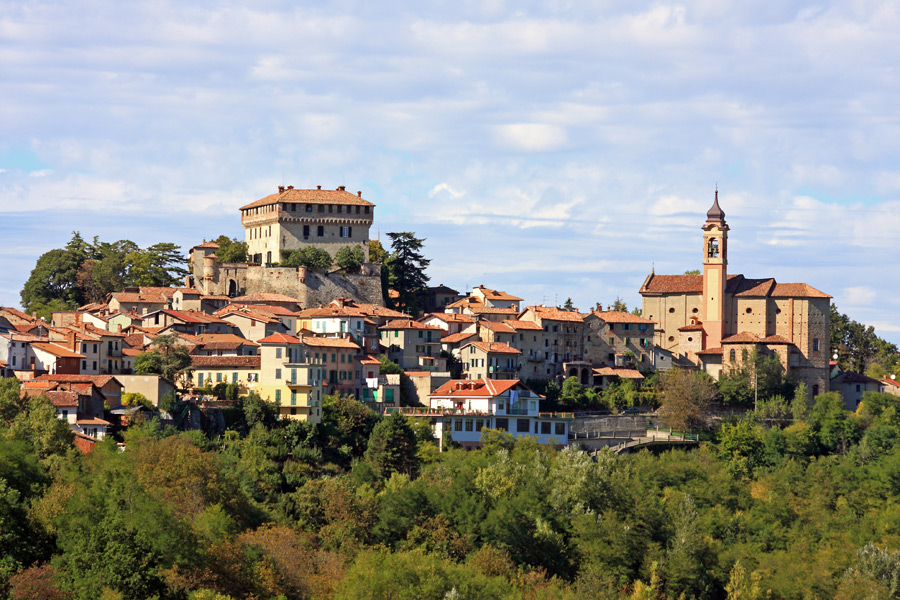
Montaldeo, das Schloss ist seit 1531 bis heute im Besitz der Linie Doria, Marchesi di Montaldeo

- In Ligurien und Piemont: Als Lehen des Herzogtums Savoyen: die Markgrafschaft Dolceacqua (mit dem Castello dei Doria, ab 1270, mit zwei später errichteten Palazzi), von 1298 bis 1576 das Fürstentum Oneglia mit dem Schloss Oneglia sowie dem Geburtshaus von Andrea Doria. Als ligurische Reichslehen: Grundbesitz in Genua, Buronzo, ab 1531 Montaldeo (ein Zweig der Familie führt bis heute den Titel Marchese di Montaldeo und bewohnt das dortige Schloss), Redabue, Savona (Palazzo Doria), Pinerolo, Loano (Palazzo Doria aus dem 16. Jh.), Torriglia, Garbagna, Grondona, Vargo, Carrega, Ottone, Santo Stefano d’Aveto, Cabella, Fontanarossa, San Sebastiano Curone, Cairote, Cremonte, Veppo, Calice al Cornoviglio.
- In Apulien: Candela (1530 als Lehen Kaiser Karls V. an Andrea Doria), Lacedonia (1566–1806), Ginosa
- In der Basilikata: Das Stauferkastell in Lagopesole (1530–1969), 1531 Melfi (mit dem Stauferkastell Castello di Melfi), ebenfalls 1530 an Andrea Doria, ferner Avigliano (Palazzo Doria), Forenza, San Fele (1613–1811).
- In Kampanien: Marcantonio Doria erwarb 1612 Angri, 1636 zum Fürstentum erhoben, erbaute das Castello Doria, die Linie lebte in Neapel (Palazzo Doria d’Angri, erbaut 1750–78) und der Villa Doria d’Angri (von 1833) in Posillipo (Neapel).
- In der Emilia: Durch Heirat 1626 das Fürstentum Val di Taro der Familie Landi (bis 1646).
- In Latium: Durch Erbschaft 1760 die Güter der Familie Pamphilj: Valmontone (mit dem Palazzo Doria Pamphilj) und San Martino al Cimino bei Viterbo (mit dem Palazzo Doria Pamphilj), ferner der Palazzo Pamphilj an der Piazza Navona in Rom, die Villa Doria Pamphilj in Rom und (bis heute) der Palazzo Doria-Pamphilj am Corso in Rom.

1576 erhielten die Doria das Marquisat von Civiez und die Grafschaft Cavallamonte, 1594 das Herzogtum Tursi, 1607 das Fürstentum Avella, 1613 das Herzogtum Avigliano, 1671 das Fürstentum Meldola. Von 1613 bis 1806 übte eine Linie im Königreich Neapel die Herrschaft im Fürstentum Angri aus. 1760 wurde einer Linie der Doria, in Verbindung mit der Herrschaft Torriglia und dem Marquisat von Borgo San Stefano, der Titel eines Reichsfürsten des Heiligen Römischen Reichs verliehen.
Der Zweig der Fürsten von Melfi erbte 1630 die Güter der fürstlichen Familie Landi im Val di Taro (Tal des Taro) in der heutigen Provinz Parma, damals im Kirchenstaat gelegen. Der Genueser Giovanni Andrea III. Doria Landi heiratete 1671 Anna Pamphilj von Gubbio. Als deren Neffe Girolamo Pamphilj, Herzog von Carpineto, 1760 als letzter der Familie Pamphilj starb, vererbte er seine umfangreichen Besitzungen an seinen Neffen Giovanni Andrea Doria-Landi, Fürst von Melfi (1705–1764). Dazu gehörten der berühmte Palazzo Doria-Pamphilj in Rom sowie große Ländereien in Latium im Kirchenstaat. 1763 nahm Fürst Andrea IV. Doria daher den Namen Doria–Pamphilj–Landi an. Diese Linie ist im Jahre 2000 mit Donna Orietta, einziger Tochter des Fürsten Filippo Doria Pamphilj Landi, ebenfalls erloschen; den Palazzo Doria-Pamphilj in Rom, mitsamt der wohl bedeutendsten privaten Kunstsammlung Italiens, sowie die Villa des Andrea Doria in Genua erbten ihre Adoptivkinder Jonathan und Gesine, die sie bis heute besitzen. Die Villa Doria Pamphilj in Rom mit ihrem weitläufigen Park wurde 1957 an die italienische Regierung verkauft, mit Ausnahme der Grabkapelle der Familie.

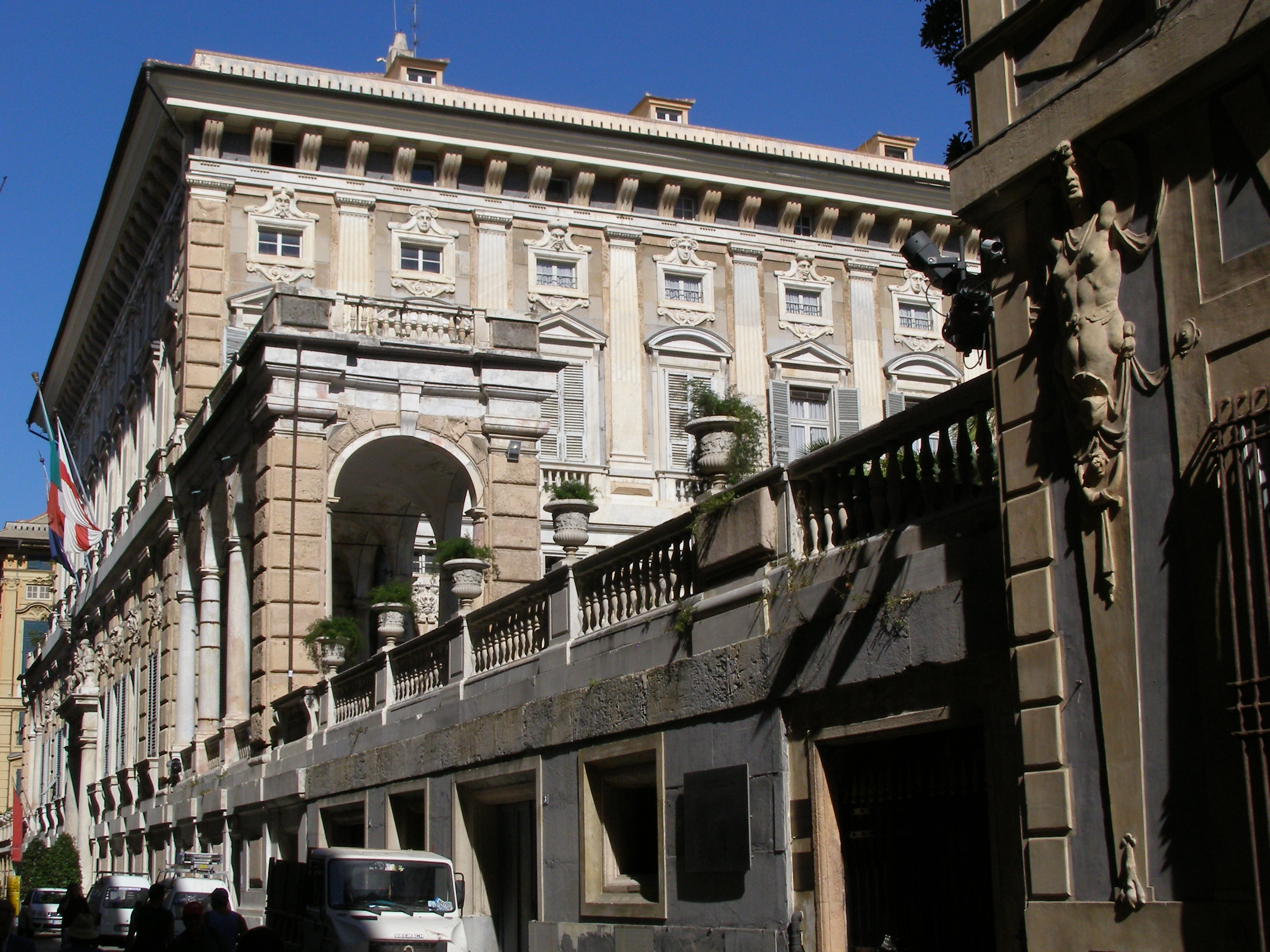
Palazzo Doria Tursi in Genua
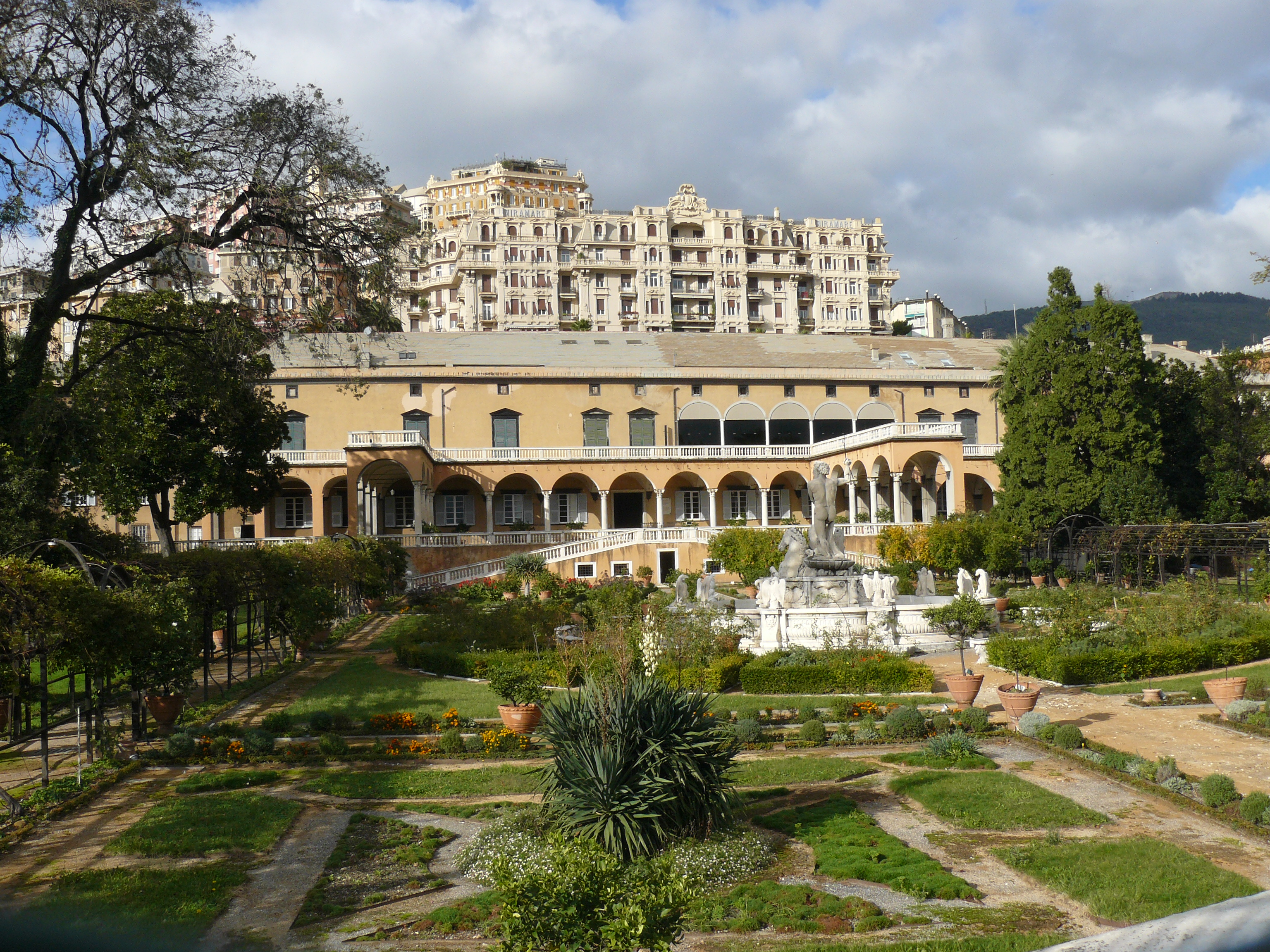
Villa des Andrea Doria in Genua
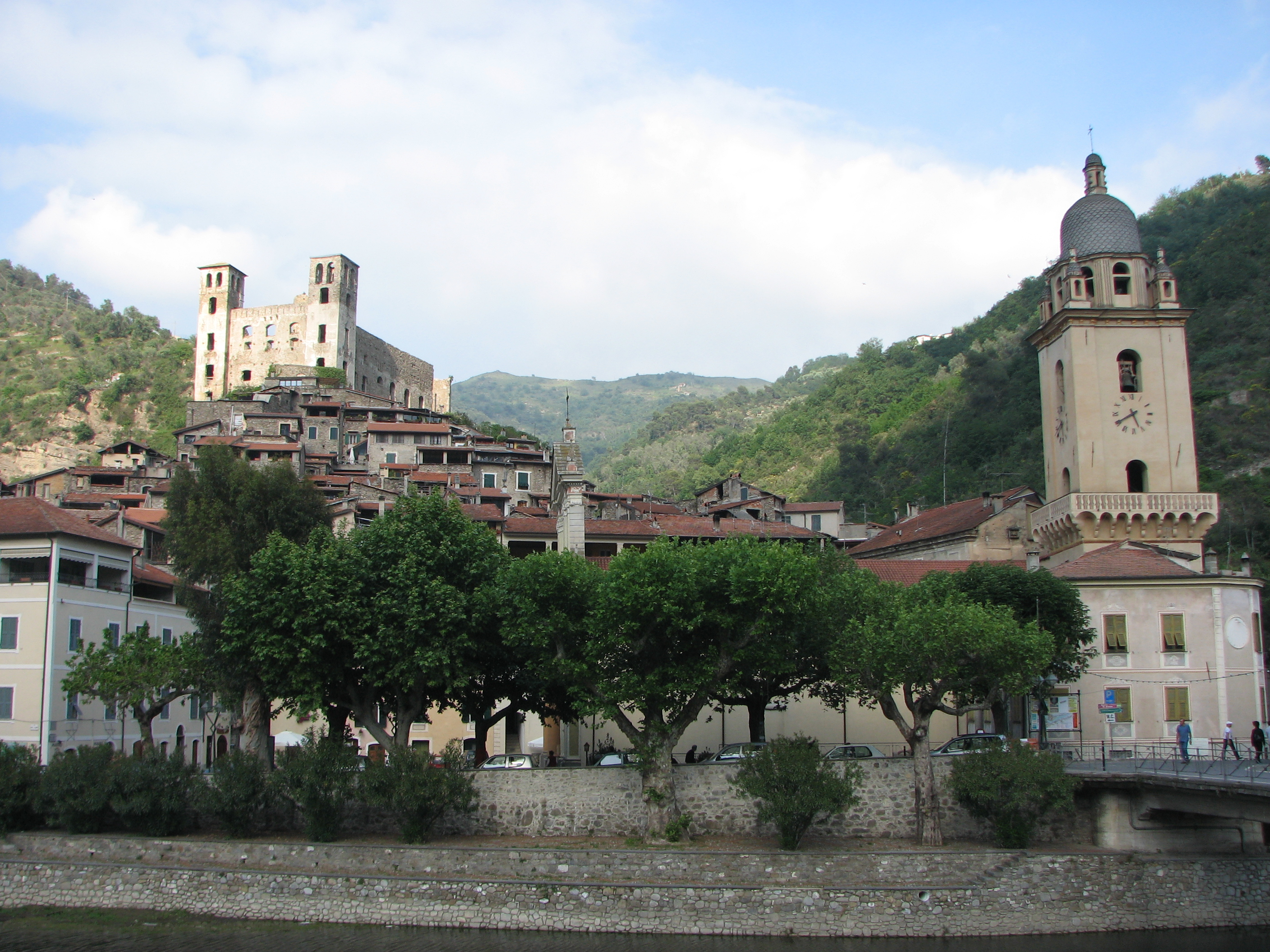
Dolceacqua, Ligurien
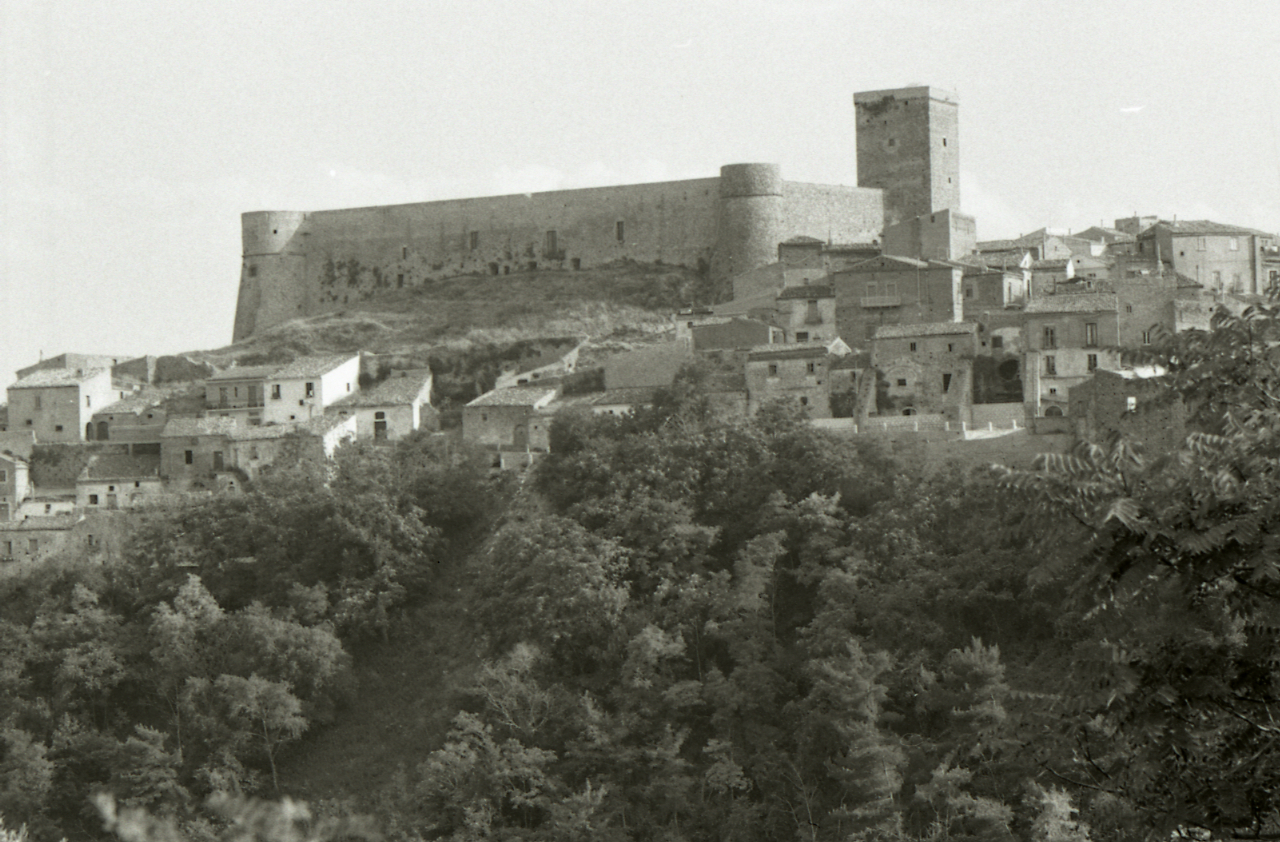
Kastell Lagopesole, Basilikata
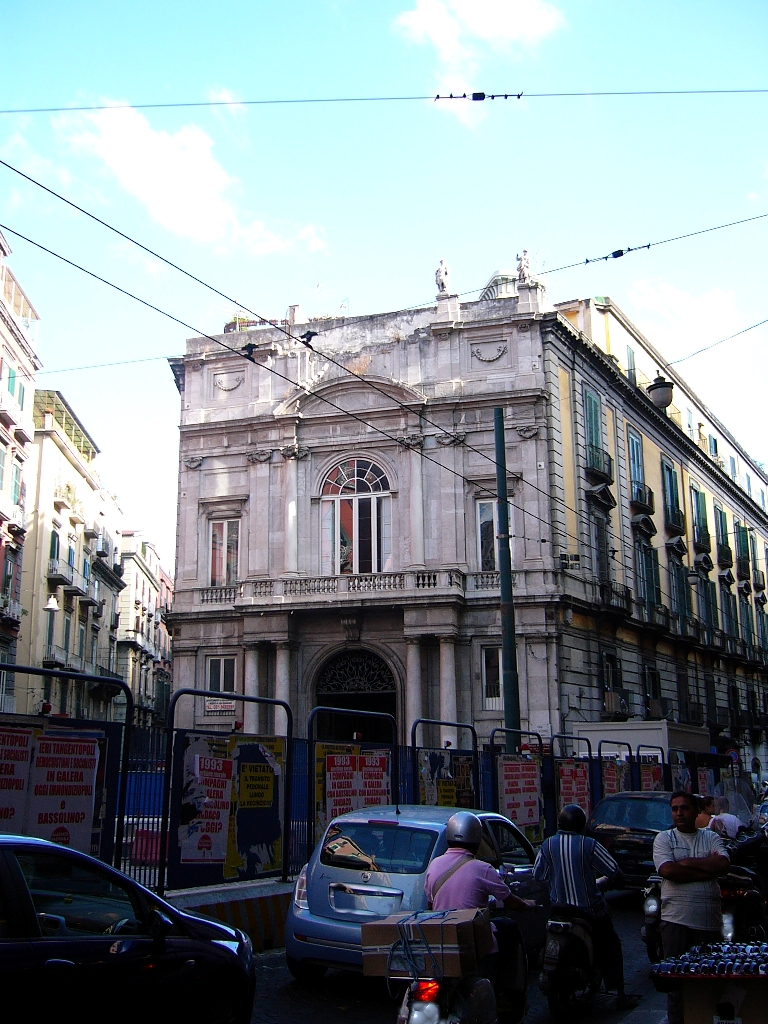
Palazzo Doria d’Angri in Neapel
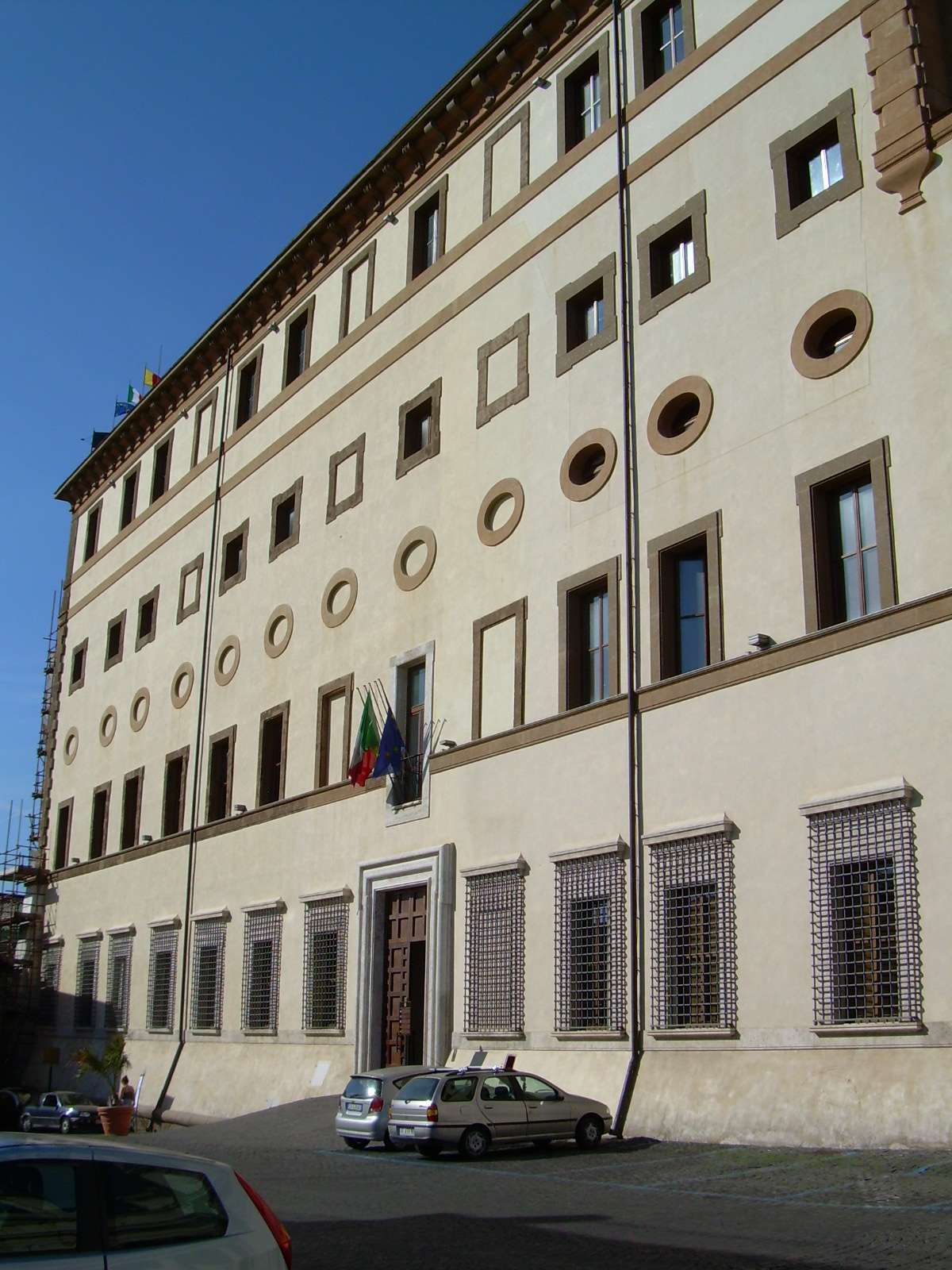
Palazzo Doria-Pamphilj in Valmontone, Latium
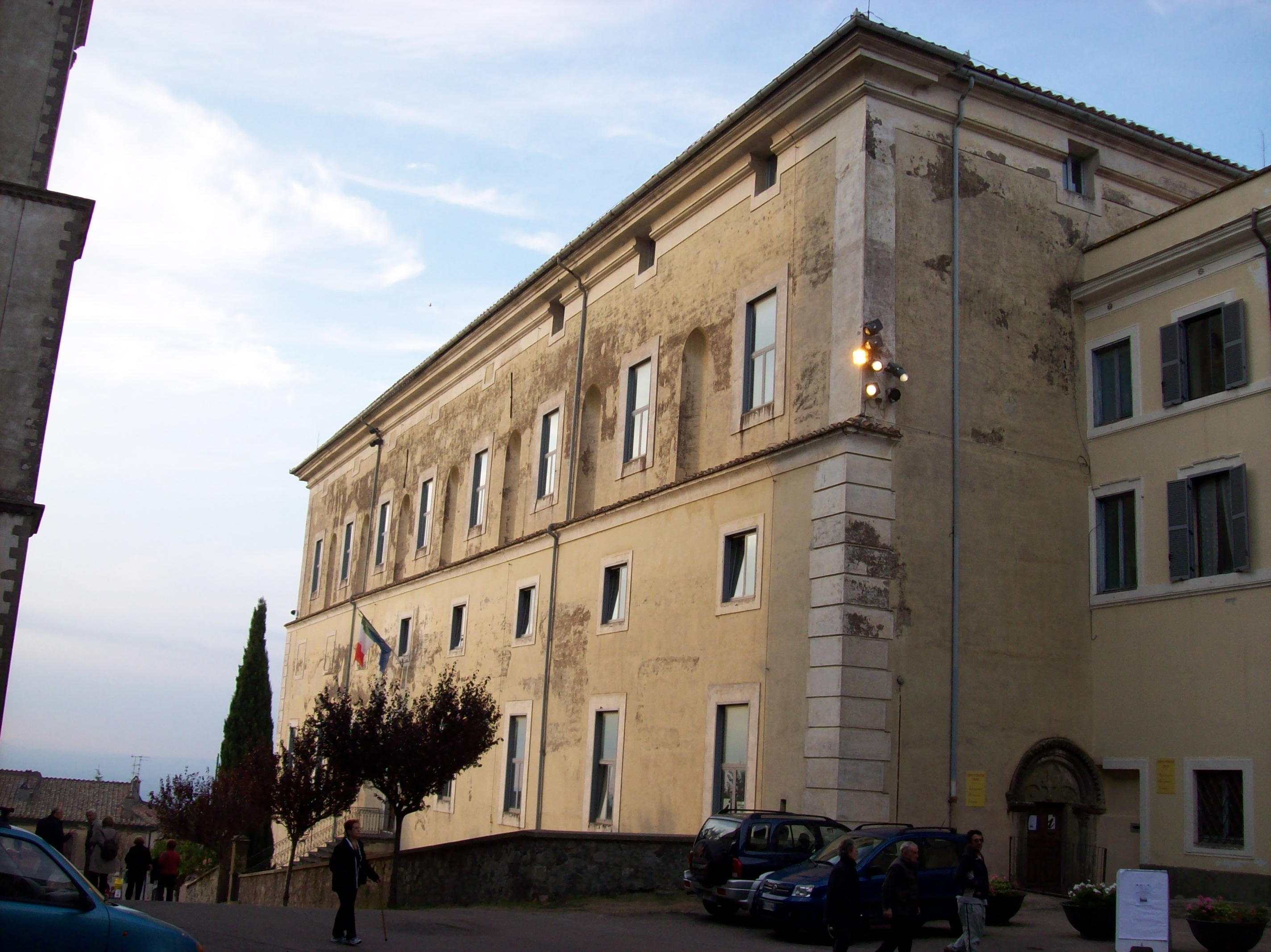
Palazzo Doria-Pamphilj in San Martino al Cimino (Viterbo), Latium
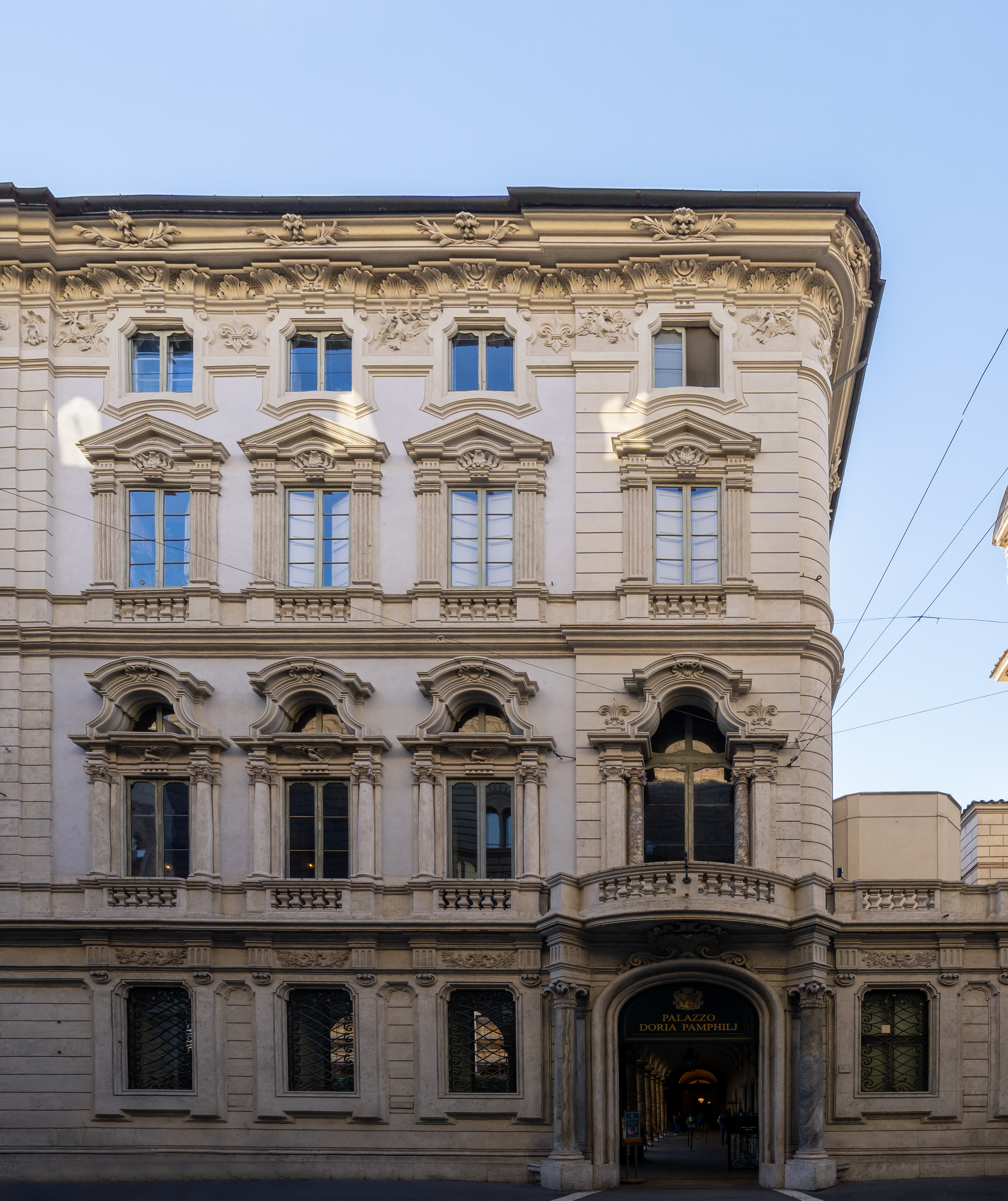
Palazzo Doria-Pamphilj in Rom
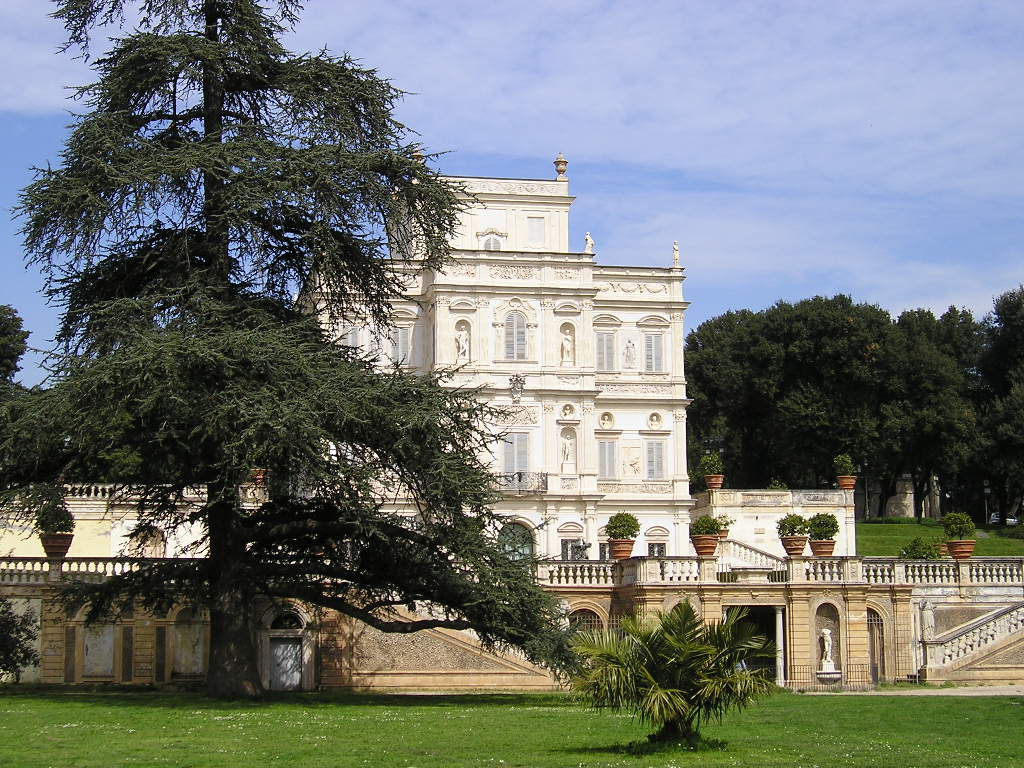
Villa Doria Pamphilj in Rom

## Linie der Fürsten von Melfi

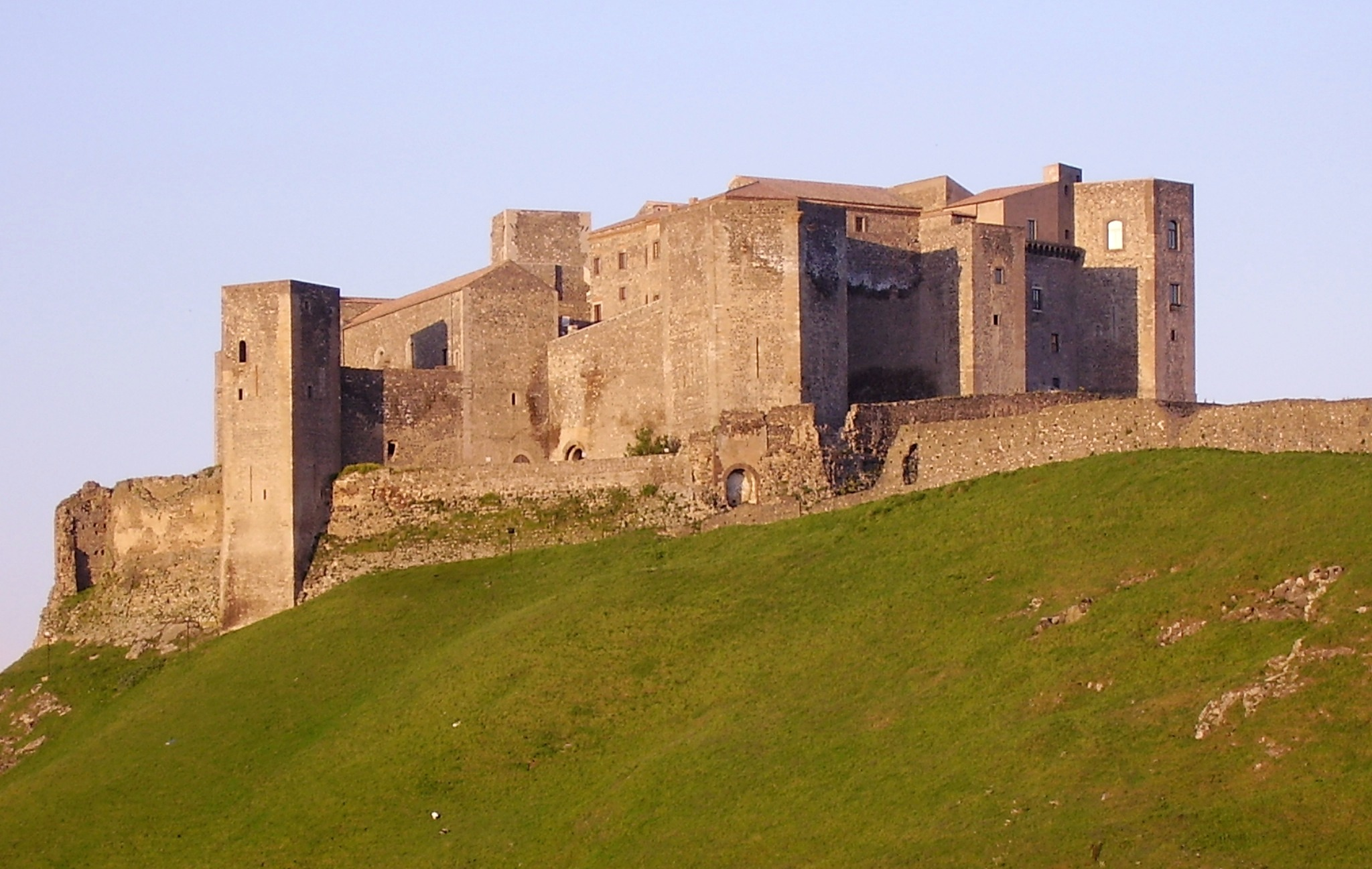
Das Castello di Melfi in der Basilikata (1531 bis 1950 im Besitz der Familie)

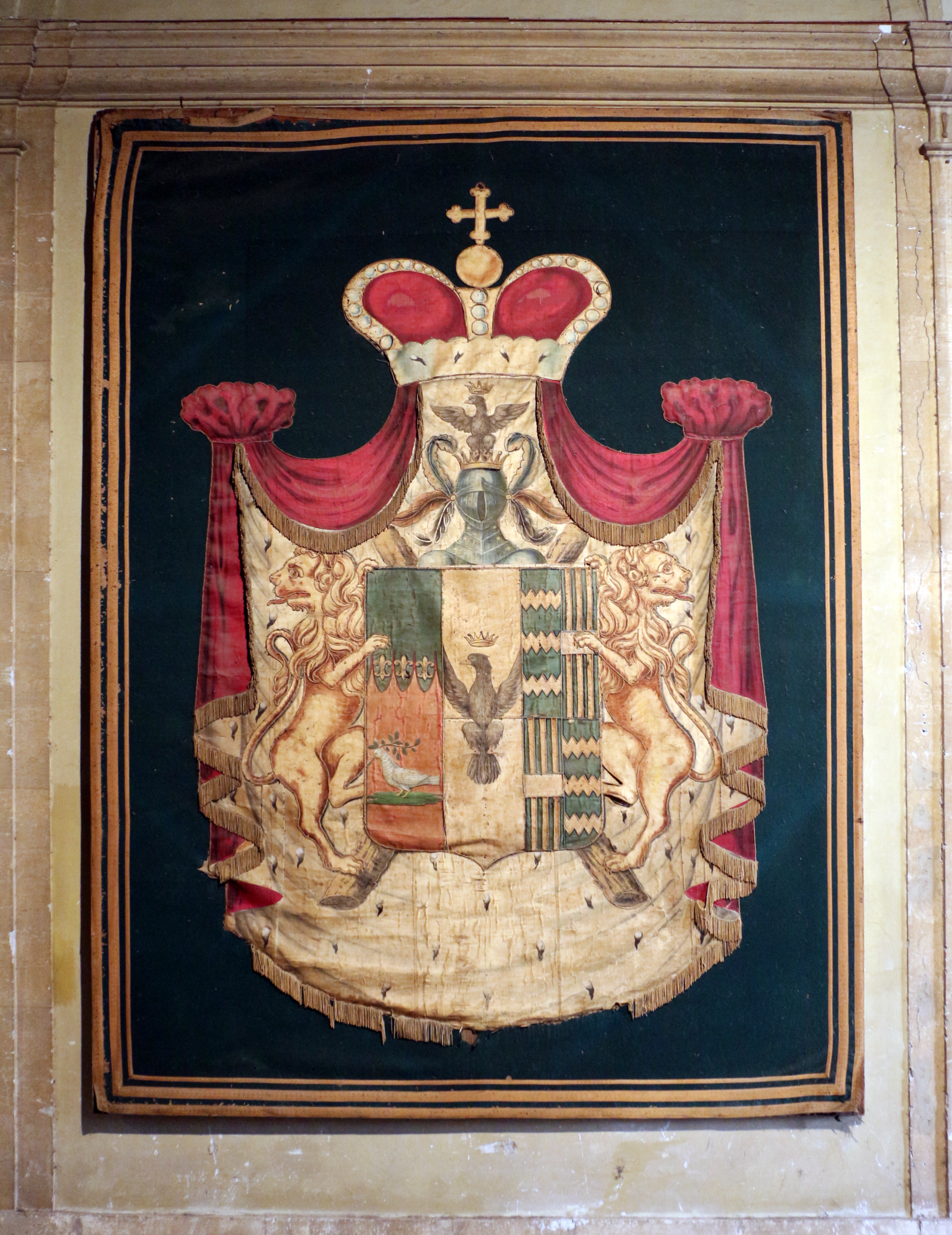
Wappen der Fürsten Doria-Pamphilj-Landi

- Andrea I. Doria (1466–1560), Principe di Melfi (1531–1535), Marchese di Tursi, stammte aus der Linie der Doria di Oneglia; ⚭ Peretta Usodimare, Tochter von Gherardo und Theodoina Cybo, einer Tochter des Papstes Innozenz VIII.
- Marcantonio del Carretto (1513–1578), Sohn von Alfonso I. del Carretto, Marchese di Noli, und Peretta Usodimare, 1528 von Andrea Doria (dem zweiten Ehemann seiner Mutter) adoptiert, 1535 Principe di Melfi, Reichsfürst 1553
- Zenobia del Carretto (1541–1590), deren Tochter, Principessa di Melfi; ⚭ 1558
- Giovanni Andrea I. Doria (1539–1606), 1578 Principe di Melfi
- Andrea II. Doria (1570–1612), deren Sohn, 3. Principe di Melfi; ⚭ Giovanna Colonna († 1620), Tochter von Fabrizio Colonna, Fürst von Paliano
- Giovanni Andrea Doria (1606–1618), deren Sohn, Principe di Melfi unter Vormundschaft seiner Mutter
- Pagano Giovanni Andrea II. Doria (1608–1679), dessen Bruder, Principe di Melfi
- Andrea III. Doria-Landi (1628–1654), dessen Sohn, Principe di Melfi
- Giovanni Andrea III. Doria-Landi (1653–1737), dessen Sohn, Principe di Melfi
- Giovanni Andrea IV. Doria-Landi, ab 1760 Doria-Pamphilj-Landi (1705–1764), dessen Sohn, 1760 Reichsfürst, Principe di Melfi
- Giorgio Andrea IV. Doria-Pamphilj-Landi (1744–1807), dessen Sohn, Reichsfürst, Principe di Melfi
- Luigi (Giovanni Andrea) Doria-Pamphilj-Landi (1779–1829/38), dessen Sohn „Reichsfürst“, Principe di Melfi
- Andrea Doria-Pamphilj-Landi (1810–1836), dessen Sohn, eventuell „Reichsfürst“ und Principe di Melfi, je nach Sterbedatum seines Vaters
- Filippo Doria-Pamphilj-Landi (1813–1876), dessen Bruder, „Reichsfürst“, Principe di Melfi
- Giovanni Andrea VI. Doria-Pamphilj-Landi (1843–1890), dessen Sohn, „Reichsfürst“, Principe di Melfi
- Alfonso Doria-Pamphilj-Landi (1851–1914), dessen Bruder, „Reichsfürst“, Principe di Melfi
- Filippo II. Andrea Doria-Pamphilj-Landi (1886–1958), dessen Sohn, „Reichsfürst“, Principe di Melfi
- Orietta Emilia Maria Doria-Pamphilj-Landi (1922–2000), dessen Tochter, „Reichsfürstin“, Principessa di Melfi; ⚭ Frank George Pogson (1923–1998)

## Sonstige Familienmitglieder

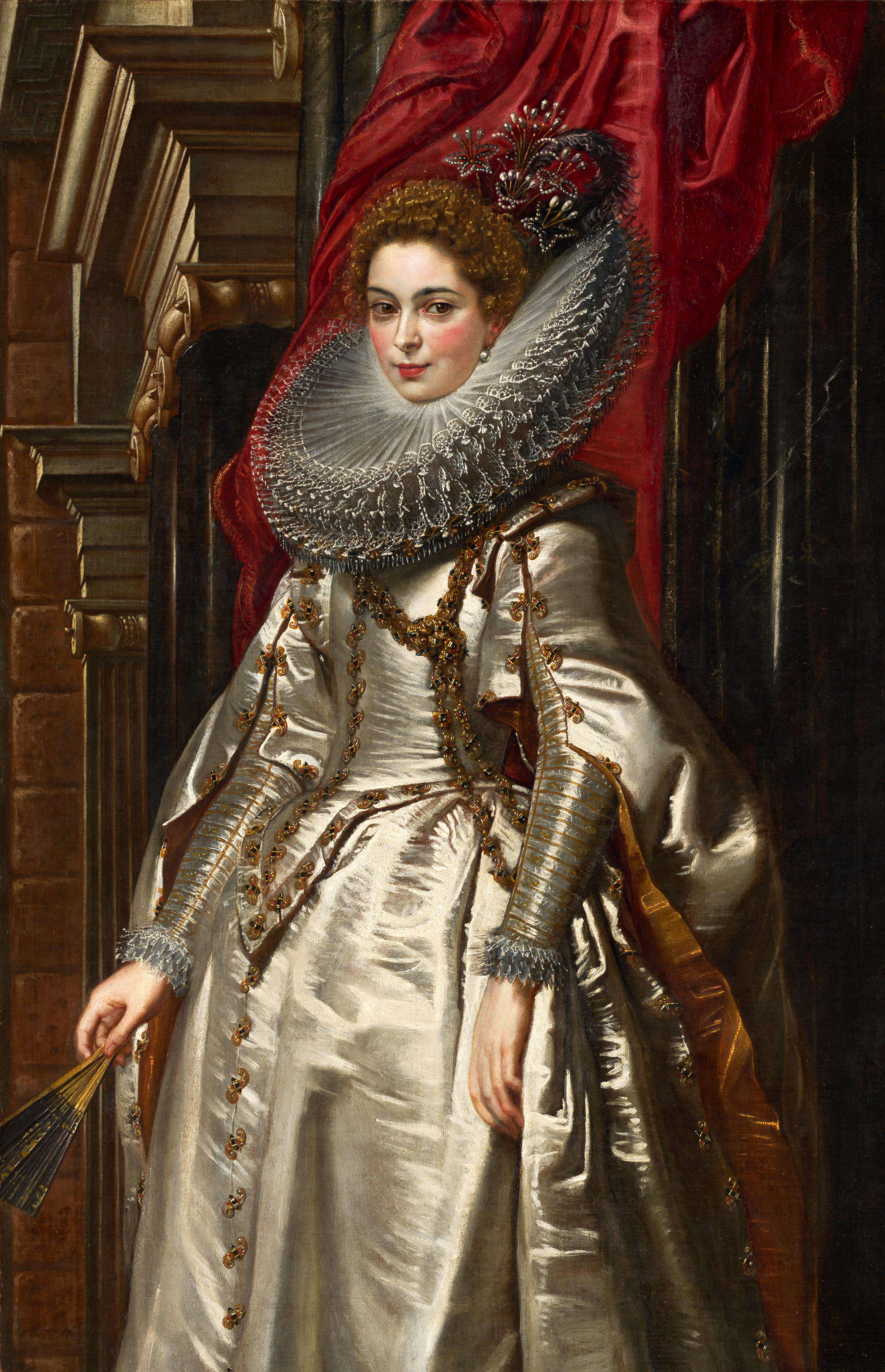
Marchesa Brigida Spinola-Doria (Peter Paul Rubens 1606)

- Simone Doria (auch Simon, * um 1135; † nach 1217), genuesischer Händler, Politiker und Admiral
- Girolamo Doria (1495–1558), Kardinal der Katholischen Kirche
- Giovanni Doria (1573–1642), Kardinal, Erzbischof von Palermo
- Sinibaldo Doria (1664–1733), Kardinal, Erzbischof von Benevent
- Giorgio Doria (1708–1759), Kardinal, Präfekt der Kongregation del buon governo
- Antonio Doria Pamphilij (1749–1821), Kardinal
- Giuseppe Maria Doria Pamphilij (1751–1816), Kardinal
- Giorgio Doria Pamfilj Landi (1772–1837), Kardinal, Präfekt der Ritenkongregation und Großprior der Malteser
- William Doria (1820–1889), britischer Diplomat
- Luca Doria (* 1977), Physiker

## Andere Träger des Namens Doria
- Alberto Doria (1901–1944), italienischer Filmschaffender
- Enzo Doria (* 1936), italienischer Filmschaffender
- Luciano Doria (1891–1961), italienischer Filmschaffender
- Marina Doria (* 1935), Schweizer Wasserskifahrerin, Ehefrau des langjährigen Oberhaupts des Hauses Savoyen
- Mauricio Doria Medina (* 1988), bolivianischer Tennisspieler